# القنفذ سونيك: الفلم
القنفذ سونيك:الفيلم (لغة إنجليزية: Sonic the Hedgehog: The Movie ) هو فيلم (أنمي) تم إنتاجه في اليابان 31 مايو عام 1996.

## الشخصيات
- سونيك

الأداء الصوتي: ماسامي كيكتشي (الياباني), مارتن بورك (الأنجليزي)
- تيلز

الأداء الصوتي: هِكيرو شينا (الياباني), لايني فرايزر (الأنجليزي)
- ناكلز

الأداء الصوتي: ياسُنوري ماتسُموتو (الياباني), بيل وايز (الأنجليزي)
- د. إغمان

الأداء الصوتي: جونبيه تاكيغتشي (الياباني), إدوين نيل (الأنجليزي)

## وصلات خارجية
- القنفذ سونيك: الفلم على موقع IMDb (الإنجليزية)
- القنفذ سونيك: الفلم على موقع روتن توميتوز (الإنجليزية)
- القنفذ سونيك: الفلم على موقع نتفليكس (الإنجليزية)
- القنفذ سونيك: الفلم على موقع أول موفي (الإنجليزية)
- القنفذ سونيك: الفلم على موقع فيلمافينيتي (الإسبانية)
- القنفذ سونيك: الفلم على موقع قاعدة بيانات الفيلم (الإنجليزية)
- القنفذ سونيك: الفلم على موقع ليتربوكسد (الإنجليزية)
- القنفذ سونيك: الفلم على موقع كينوبويسك (الروسية)
- القنفذ سونيك: الفلم على موقع قاعدة بيانات الفيلم (الإنجليزية)
- القنفذ سونيك: الفلم على موقع ANN anime (الإنجليزية)
- موقع الأنمي نتورك